# Augmentativ
În semantică și în pragmatică, termenul augmentativ denumește un cuvânt format de la alt cuvânt, primul exprimând, în principiu, în funcție de partea de vorbire, dimensiunile mai mari (la substantive), gradul mai înalt de manifestare a caracteristicii (la adjective) sau intensitatea mai mare a acțiunii (la verbe) pe care le exprimă cuvântul bază. Ca adjectiv, termenul califică procedeul prin care se formează un cuvânt augmentativ. Contrarul unui asemenea cuvânt, respectiv procedeu este desemnat cu termenul „diminutiv”.
Părțile de vorbire în care se formează augmentative și ponderea lor în acestea depinde de limba dată. De exemplu, în limba română se formează numai substantive și adjective, dar în BCMS și verbe, și adverbe augmentative. De asemenea, unele limbi sunt mai bogate în augmentative decât altele, de pildă BCMS față de limba română.

## Formarea augmentativelor în câteva limbi
În general, augmentativele se formează prin derivare cu sufixe și cu prefixe. Unele afixe formează augmentative în mai multe părți de vorbire, iar unele cuvinte pot deveni augmentative cu un afix sau cu altul.

### În limba română
În limba română se formează augmentative de la baze substantivale și adjectivale, rar de la verbe sau onomatopee, cu câteva sufixe mai importante, dintre care numai ultimul este cu adevărat productiv:
- -andru: băiețandru, copilandru[1];
- -an(că): bețivan(că), puștan(că) (de la substantive), bogătan(că), golan(că), grăsan(că) (de la adjective), cloncan (de la o onomatopee)[1];
- -oi/-oaie: cărțoi sau cărțoaie[8], căsoaie[9] (de la substantive), usturoi (de la verbul ustura)[1].

### În BCMS
În BCMS sunt mai multe sufixe augmentative formatoare de substantive decât în română, în aceste exemple apărând numai cele mai productive (cu litere aldine): repina (< rep „coadă”) „codoi”, sjekirčina (< ''sjekira „topor”) „toporoi”, jametina (< jama „groapă”) „gropoi”, kosurina [< kosa „păr (de pe cap”)] „păr mare”.
Se formează și adjective augmentative cu sufixul -cat, fiind folosite de obicei împreună cu adjectivele bază, ex. nov novcat „nou nouț”, pun puncat „plin ochi”, zdrav zdravcat „sănătos tun”.
Adjective augmentative se formează și cu prefixul pre-: prebogat „foarte bogat”, preširok „foarte larg”, previsok „foarte înalt”, prekrasan „magnific”. Acest prefix de origine slavă a dat în română adverbul prea, care s-a păstrat și ca prefix augmentativ în unele cuvinte practic ieșite din uz: preafrumoasă, preabun, preaiubit.
Același prefix există și la adverbele provenite din adjective, adverbe care au de fapt forma de neutru nominativ singular a adjectivelor respective: predaleko „foarte departe”, prekrasno „în mod magnific”, preveselo „în mod foarte vesel”, prežalosno „cu multă jale”.
Tot prefixul pre- formează și verbe augmentative: prejesti se, prejedati se „a mânca prea mult”; prestići, prestizati „a întrece, a depăși”; presoliti, presaljati „a săra prea mult”.
Se consideră tot augmentative ceea ce consideră unii autori anumite prefixe, alții prefixe sau prefixoide, iarăși alții elemente de compunere savantă, care sunt internaționale: hipermoderan „ultramodern”, superbogat, ultraljubičast „ultraviolet”.

### În limba franceză
În franceză sunt mai puține sufixe augmentative decât în română, și cuvintele formate cu ele sunt relativ rare.
Sufixul -asse se găsește de exemplu în cuvintele lavasse (< laver „a spăla”) „aliment lichid cu prea mare conținut de apă”, paperasse „hârțogăraie”, fadasse „foarte fad”.
Sufixul -on se găsește mai ales în cuvinte împrumutate din italiană, precum ballon (< balle „minge mică”) „minge (mare), balon”, million (< mille „mie”) „milion”, médaillon (< médaille „medalie”) „medalion (de mari dimensiuni)”. În cazul acestora, faptul că sunt derivate din cuvinte care exprimă ceva mai redus este vizibil și în franceză. În această limbă este format cuvântul gueuleton (< gueule „gură (de animal)”) „masă copioasă” cu forma sufixului extinsă la -eton.
Sufixul -issime împrumutat din latină sau din italiană formează adjective augmentative ca richissime „foarte bogat”.
Și în lucrări franceze se iau în seamă elemente prime de compunere savantă ca augmentative: archi-faux „total neadevărat”, extradur „extradur”, surdoué „supradotat”, superchampion „supercampion”.

### În alte limbi
În lucrări referitoare la limba engleză sunt de asemenea prezente ca augmentative elemente prime de compunere savantă precum arch-, extra-, macro-, mega-, super-.
În limba italiană este curent sufixul -one, ex. nasone (< naso „nas”) „năsoi”, iar în spaniolă -ote, ex. hombrote (< hombre „bărbat”) „bărbat masiv” și -ón, ex. sillón (< silla „scaun”) „fotoliu”.

## Augmentativele dincolo de exprimarea măririi sau a intensificării
Unele augmentative au, pe lângă sensul lor originar, și alt(e) sens(uri) cu anumite baze. Unul din aceste sensuri este peiorativ. Unul din sufixele augmentativ-peiorative în română este -anie, împrumutat împreună cu cuvinte slave ca dihanie sau jelanie, și aplicat unor cuvinte autohtone, rezultând de pildă pățanie sau petrecanie. Alte sufixe augmentativ-peiorative sunt -oi (ex. băboi, fătoi) și -aie, ex. apăraie, colbăraie, fleșcăraie. De asemenea, sufixe simplu augmentative păstrează sensul peiorativ al bazei, ex. bețivan, golan, grosolan, țopârlan.
În BCMS sunt de asemenea cuvinte augmentativ-peiorative: trbušina „burtoi”, lažovčina „un mare mincinos”, babetina „băboi” etc.
În franceză sunt și peiorative augmentativele cu sufixul -asse citate mai sus.
Unele cuvinte formate cu sufixe augmentative și-au pierdut acest sens în cursul istoriei limbii, devenind cuvinte cu totul noi, neutre din punct de vedere pragmatic. Astfel, în română, sufixul -oi formează nume de animale de sex masculin, ex. vulpoi, iar forma sa de feminin combinată cu sufixul -că – nume de femele, precum ursoaică. Acest sufix formează și etnonime feminine: bulgăroaică, franțuzoaică.
În franceză, cuvinte formate cu sufix augmentativ, dar care au pierdut acest sens sunt, de exemplu, perron (< pierre „piatră”) „platformă din fața intrării principale a unei clădiri” sau aileron (< aile „aripă”), extremitatea aripii păsărilor, formată din pene lungi, și nume al mai multor organe mecanice care amintesc de aripi.